# كأس الكونكاكاف الذهبية للسيدات 2000
كأس الكونكاكاف الذهبية للسيدات 2000 (بالإنجليزية: 2000 CONCACAF Women's Gold Cup) هو الموسم 5 من  كأس الكونكاكاف الذهبية للسيدات ‏. أشرف على تنظيمه كونكاكاف، وكان عدد الأندية المشاركة فيه  10، وفاز فيه منتخب الولايات المتحدة لكرة القدم للسيدات.